# Dysoxylum rufescens
Dysoxylum rufescens là một loài thực vật có hoa trong họ Meliaceae. Loài này được Vieill. ex Pancher & Sebert mô tả khoa học đầu tiên năm 1873.